# M-1 Global
М-1 Global — международная компания боёв по ММА.

## История
Начав с небольших турниров в 1997 году, Лига М-1 выросла в глобальную международную организацию. Среди международных звезд ММА, которые выступали и выступают под знаменем М-1 — Фёдор Емельяненко, Джефф Монсон, Педро Хиззо, Андрей Орловский, Александр Емельяненко, Гегард Мусаси, Хабиб Нурмагомедов, Роман Зенцов, Кенни Гарнер, Мартин Кампманн, Амар Сулоев, Александр Волков, Александр «Шторм» Шлеменко, Шавкат Рахмонов.
М-1 Global провела более 200 турниров, включая Road to M-1, М-1 Selection и M-1 Challenge.
География проведения: Казахстан, Россия, Украина, Грузия, США, Япония, Бразилия, Испания, Нидерланды, Германия, Корея, Китай, Великобритания, Болгария, Финляндия.

### Основание и первые турниры
Первый турнир был проведён 1 ноября 1997 года в Санкт-Петербурге в ДС «Юбилейный». Турнир получил статус открытого чемпионата Европы и собрал около 4 тысяч зрителей. В нём приняли участие спортсмены из России, Голландии, Италии, Бельгии и Украины.
Вплоть до 2000 года турниры М-1 проводились только в Санкт-Петербурге. Первый выездной турнир был проведён в Сочи в 2000 году.
Начиная со второй половины 2000-х гг. М-1 расширяет географию проведения турниров. Чемпионаты по версии М-1 проходят в Японии, Южной Корее, США, Великобритании, Германии, Финляндии, Нидерландах, Бразилии, Украине, Болгарии.
С 1997 года интерес к смешанным единоборствам заметно увеличился. В ноябре 2011 года турнир в Москве собрал 22000 зрителей.

### M-1 Breakthrough
Первое большое шоу (а не совместный промоушн с другими организациями), озаглавленное М-1 Global Presents Breakthrough состоялось 28 августа 2009 в Мемориальном Зале в Канзас-Сити.
В турнире приняли участие Алексей Олейник, Феррида Кивера, Михаил Заяц, Казаровец Дмитрий,
Лусио Линхарес, Мухаммед Лаваль, Марк Керр.

### M-1 Selection
M-1 Selection — региональные чемпионаты, которые проходят в различных странах Восточной и Западной Европы, Азии.
Турниры М-1 Selection направлены на поиск и подготовку перспективных спортсменов. Победители получают возможность представлять свою страну на Международном турнире M-1 Challenge и бороться за пояс чемпиона мира по версии М-1.

### M-1 Challenge
М-1 Challenge были командными соревнованиями, организованными как серия шоу, проводимых в разных местах по миру, в которых одни ММА клубы соревновались с другими. Шоу транслировались в более, чем 100 странах. Более 20 стран приняли участие в сезоне 2010. Команды состояли из пяти спортсменов (по одному из каждой основной весовой категории). Программы транслировались на HDNet.
В 2010 году стали индивидуальными. Первыми чемпионами по версии М-1 Challenge стали: 70 кг — Артём Дамковский, 77 кг — Шамиль Завуров, 84 кг — Рафал Мокс, 93 кг — Вячеслав Василевский, +93 кг — Гурам Гугенишвили.
В 2017 году было создано совместное предприятие с Вячеславом Камневым M-1 Global Media. Миссия совместного предприятия заявлена — Развитие медиа присутствия и медиа доходов M-1 Global во всех средах дистрибуции контента и для всех видов контента.
В январе 2018 года начал вещание платный телеканал M-1 Global. На всем пространстве России и СНГ Лига M-1 Global стала доступнее для своих зрителей. В том числе телеканал присутствует на интернет и мобильной платформе M-1Global.tv.
По состоянии на май 2018 года телеканал получил техническую дистрибуцию в третьей части всех домохозяйств России, присутствуя в НТВ Плюс, Триколор, МТС, Акадо и ряде других операторов.

## Сотрудничество

### Yanneroka
31 декабря 2007 в Японии, в городе Токио был проведён первый совместный турнир М-1 Yarennoka. В главном бою вечера встретились Фёдор Емельяненко и Хонг Ман Чой. Фёдор одержал победу болевым приёмом на руку.

### Affliction Entertainment
M-1 Global провела на территории США два турнира с молодой организацией Affliction Entertainment. Первый бой состоялся 19 июля 2008 года. Главным боем стал поединок Фёдора Емельяненко и Тима Сильвии. Следующий совместный проект M-1 Global и Affliction состоялся 26 января 2009 года. Главный бой: Фёдор Емельяненко — Андрей Орловский.
Позже промоутерская организация Affliction Entertainment разорилась и прекратила своё существование.

### Strikeforce
В 2009 году М-1 Global подписала контракт, который предполагает проведение совместных турниров с американской компанией Strikeforce, весомым игроком на рынке смешанных единоборств в США.
8 ноября состоялся турнир M-1 Global & Strikeforce: Fedor vs Rogers, главным боем которого стал поединок между Фёдором Емельяненко и Бреттом Роджерсом
Вскоре компания Strikeforce была перекуплена гигантом на рынке смешанных боевых искусств — UFC.

### UFC
Американская компания Ultimate Fighting Championship (UFC) совместно с российско-китайским инвестиционным фондом и Mubadala Investment Company объявили о создании компании UFC RUSSIA..

## Правила
Соревнования, проводимые М-1 Global, проходят по правилам MMA

### Раунды
Каждый раунд в М-1 длится пять минут. Всего в каждом поединке насчитывается три раунда, если речь идёт о не титульном бое, и пять раундов, если на кону чемпионский пояс. Между каждым раундом есть перерыв длительностью в одну минуту.

## Весовые категории
- Наилегчайший вес (до 57 кг);
- Легчайший вес (до 61,3 кг);
- Полулегкий вес (до 65 кг);
- Лёгкий вес (до 70 кг);
- Полусредний вес (до 77 кг);
- Средний вес (до 84 кг);
- Полутяжелый вес (до 93 кг);
- Тяжелый вес (свыше 93 кг).

## Рэйдж
Бои М-1 проходят в ограждённом четырёх-, шести- и восьмиугольнике, носящем название «Рэйдж» (Rage — англ.), которое образовано сочетанием слов Ring (ринг) и Cage (клетка). Сама конструкция является гибридом ринга и клетки и представляет собой площадку, ограждённую по периметру канатами и сеткой. Патент на «Рэйдж» за номером RU 135265 U1 зарегистрирован 10 декабря 2013 года. Рэйдж был презентован компанией М-1 Global в марте 2013 года в Санкт-Петербурге. Первые бои на новой площадке прошли 9 апреля 2013 года в рамках турнира М-1 Challenge 38.

## Чемпионы
| Весовая категория           | Вес        | Спортсмен | Дата завоевания титула | Кол-во защит |
| --------------------------- | ---------- | --------- | ---------------------- | ------------ |
| Наилегчайшая                | до 57 кг   | Вакантно  | —                      | —            |
| Легчайшая                   | до 61,3 кг | Вакантно  | —                      | —            |
| Полулегкая                  | до 65 кг   | Вакантно  | —                      | —            |
| Лёгкая                      | до 70 кг   | Вакантно  | —                      | —            |
| Полусредняя                 | до 77 кг   | Вакантно  | —                      | —            |
| Средняя                     | до 84 кг   | Вакантно  | —                      | —            |
| Полутяжелая                 | до 93 кг   | Вакантно  | —                      | —            |
| Тяжелая                     | +93 кг     | Вакантно  | —                      | —            |
| Приостановили деятельность: |            |           |                        |              |